# Ducati 848
Die Ducati 848 ist ein Motorradmodell der Klasse Superbike des italienischen Motorradherstellers Ducati. Ducati ordnet sie in die  Gruppe Supersportler ein.
Die 848 wurde am 6. November 2007 auf der Messe in Mailand präsentiert, und am 8. Dezember 2007 in Deutschland vorgestellt. Der Verkaufspreis in Deutschland lag bei 14.000 Euro inklusive Nebenkosten.
2010 erschien dann die 848 in mattschwarz. Schon kurz danach erschienen 2011 das überarbeitete Modell Ducati 848 evo sowie die Ducati 848 Corse.
Im Rahmen der IAA 2013 wurde das Nachfolgemodell – die Ducati 899 Panigale – vorgestellt.